# David Davies (prêtre gallois)
Pour les articles homonymes, voir David Davies (homonymie) et Davies.
David Davies, né le 9 février 1742 et mort le 6 février 1819, est un prêtre gallois de l'Église d'Angleterre. 

## Biographie
Il est né le 9 février 1742 de filiation galloise à Machynlleth et éduqué au Codrington College, à la Barbade et Jesus College, Oxford. Il est Recteur de Barkham dans le Berkshire en Angleterre, à partir de 1781 jusqu'à sa mort.
David Davies a étudié la condition des ouvriers pauvres, enregistrés des statistiques de leurs salaires, le coût de la nourriture, etc. dans plusieurs districts de l'Angleterre et de l'Écosse. Il a publié ses conclusions en 1795 dans un livre, le Cases of Labourers in Husbandry Stated and Considered, une œuvre importante dans l'histoire sociale.
Il est mort le 6 février 1819 à Barkham.